# Graham County (Arizona)
Graham County ist ein County im Bundesstaat Arizona der Vereinigten Staaten. Der Sitz der Countyverwaltung (County Seat) ist in Safford.

## Geographie
Das County liegt im Südosten von Arizona  mit einer Gesamtfläche von 11.989 Quadratkilometern und einer Wasserfläche von 30 Quadratkilometern. Etwa ein Drittel der Landfläche wird von den Natanes Mountains eingenommen.

## Geschichte
Das County wurde 1881 aus Teilen des Pima Countys gebildet. Es war das erste County Arizonas, dessen Name sich nicht aus einer Sprache der Indianer ableitete. Die Benennung des Territoriums erfolgte bereits 1848 und ehrt James Duncan Graham. Dieser war Mitglied im „Korps topographischer Ingenieure“ der United States Army.

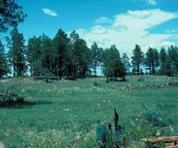
Point of Pines Sites haben seit Juli 1964 den Status einer National Historic Landmark.

34 Bauwerke, Stätten und historische Bezirke (Historic Districts) des Countys sind im National Register of Historic Places („Nationales Verzeichnis historischer Orte“; NRHP) eingetragen (Stand 3. Februar 2022), darunter haben die Point of Pines Sites und die Sierra Bonita Ranch den Status von National Historic Landmarks („Nationales historisches Wahrzeichen“).

## Demografische Daten

Lage der inkorporierten Siedlungen und der Indianerreservate im Graham County

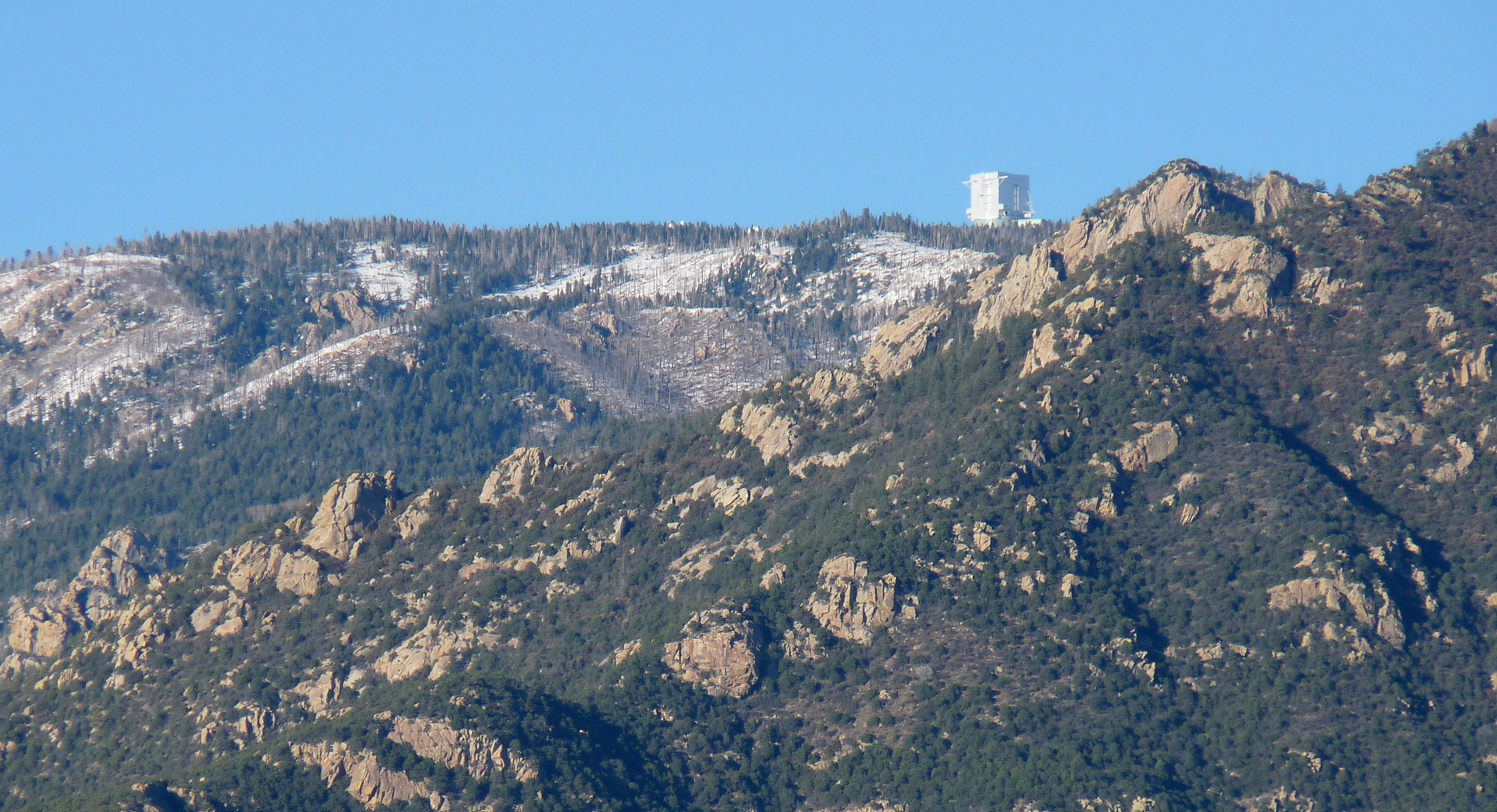
Die Pinaleno Mountains

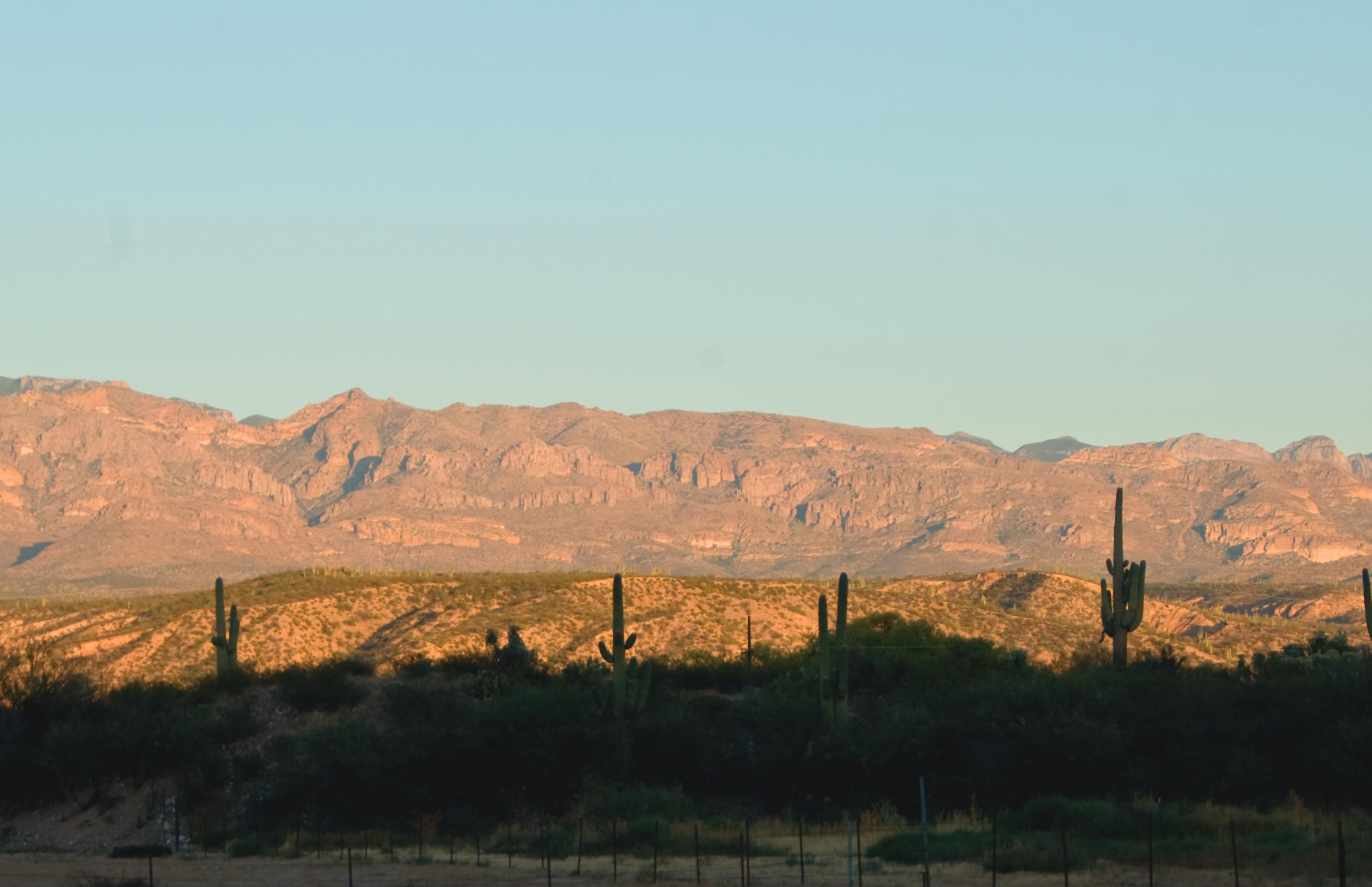
Die Galiuro Mountains

Nach der Volkszählung im Jahr 2000 lebten im Graham County 33.489 Menschen. Es gab 10.116 Haushalte und 7.617 Familien. Die Bevölkerungsdichte betrug 3 Einwohner pro Quadratkilometer. Ethnisch betrachtet setzte sich die Bevölkerung zusammen aus 67,11 % Weißen, 1,87 % Afroamerikanern, 14,95 % amerikanischen Ureinwohnern, 0,56 % Asiaten, 0,04 % Bewohnern aus dem pazifischen Inselraum und 13,35 % aus anderen ethnischen Gruppen; 2,14 % stammten von zwei oder mehr ethnischen Gruppen ab. 27,04 % Prozent der Bevölkerung waren spanischer oder lateinamerikanischer Abstammung.
Von den 10.116 Haushalten hatten 39,00 % Prozent Kinder und Jugendliche unter 18 Jahre, die bei ihnen lebten. 57,20 % Prozent waren verheiratete, zusammenlebende Paare, 13,40 % Prozent waren allein erziehende Mütter, 24,70 % Prozent waren keine Familien. 20,90 % waren Singlehaushalte und in 9,90 %lebten Menschen im Alter von 65 Jahren oder darüber. Die Durchschnittshaushaltsgröße betrug 2,99 und die durchschnittliche Familiengröße lag bei 3,47 Personen.
Auf das gesamte County bezogen setzte sich die Bevölkerung zusammen aus 30,10 % Einwohnern unter 18 Jahren, 12,00 % zwischen 18 und 24 Jahren, 27,30 % zwischen 25 und 44 Jahren, 18,70 % zwischen 45 und 64 Jahren und 11,90 % waren 65 Jahre alt oder darüber. Das Durchschnittsalter betrug 31 Jahre. Auf 100 weibliche Personen kamen 112,50 männliche Personen, auf 100 Frauen im Alter ab 18 Jahren kamen statistisch 115,10 Männer.
Das jährliche Durchschnittseinkommen eines Haushalts betrug 29.668 USD, das Durchschnittseinkommen der Familien betrug 34.417 USD. Männer hatten ein Durchschnittseinkommen von 30.524 USD, Frauen 20.739 USD. Das Prokopfeinkommen betrug 12.139 USD. 23,00 % der Bevölkerung und 17,70 % der Familien lebten unterhalb der Armutsgrenze. 30,20 % davon sind unter 18 Jahre und 13,60 % sind 65 Jahre oder älter.

## Orte im Graham County
Im Graham County liegen drei Gemeinden, davon eine City und zwei Towns. Zu Statistikzwecken führt das U.S. Census Bureau neun Census-designated places, die dem County unterstellt sind und keine Selbstverwaltung besitzen. Diese sind wie die Unincorporated Communities gemeindefreies Gebiet.
| City - Safford | Towns - Pima - Thatcher |

Census-designated places
| - Bryce - Bylas - Cactus Flats | - Central - Fort Thomas - Peridot 1 | - San Jose - Solomon - Swift Trail Junction |

andere Unincorporated Communities
| - Bonita - Eden | - Fort Grant - Old Columbine |

Geisterstädte
| - Aravaipa - Camp Goodwin - Geronimo | - Klondyke - Spenazuma |

## Schutzgebiete
- Coronado National Forest (partiell)
- Gila Box Riparian National Conservation Area (partiell)
- Roper Lake State Park